# جورج غوتز
جورج غوتز (بالألمانية: Georg Goetz)‏ هو أستاذ جامعي ألماني، ولد في 3 نوفمبر 1849 في Gompertshausen ‏ في ألمانيا، وتوفي في 1932 في ينا في ألمانيا.